# Jagüey, Veracruz
Jagüey är en ort i Mexiko.   Den ligger i kommunen Chicontepec och delstaten Veracruz, i den sydöstra delen av landet, 220 km nordost om huvudstaden Mexico City. Jagüey ligger 177 meter över havet och antalet invånare är 355.
Terrängen runt Jagüey är platt. Runt Jagüey är det ganska tätbefolkat, med 83 invånare per kvadratkilometer. Närmaste större samhälle är Ixcatepec, 13,3 km norr om Jagüey. Trakten runt Jagüey består till största delen av jordbruksmark.